# Kibyra
Kibyra ou Cibyra (Em grego : Κιβύρα), também conhecida como Cibyra Magna, é uma cidade antiga e um sítio arqueológico no sudoeste da Turquia, próxima da atual cidade de Gölhisar, na província de Burdur.